# Ninoe gayheadia
Ninoe gayheadia är en ringmaskart som beskrevs av Hartman 1965. Ninoe gayheadia ingår i släktet Ninoe och familjen Lumbrineridae. Inga underarter finns listade i Catalogue of Life.